# Zeche Mit Gott gewagt (Dortmund)
Die Zeche Mit Gott gewagt ist ein ehemaliges Steinkohlenbergwerk in Dortmund-Kruckel. Das Bergwerk war auch unter dem Namen Zeche Mitt Gottgewagt bekannt. Die Zeche Mit Gott gewagt lag im Ardey oberhalb der zum Amt Hoerde gehörenden Brunenbecke.

## Geschichte

### Die Anfänge
In den Jahren 1754 bis 1756 war das Bergwerk nachweislich in Betrieb. Im Jahr 1754 waren sieben Bergleute auf dem Bergwerk beschäftigt. Im Jahr 1756 wurde ein Längenfeld verliehen. Am 30. Mai desselben Jahres verkauften die Eheleute Gottfried Rump 64 Kuxe an Johann Bernhard Springorum. Später verkauften die Eheleute Gottfried Rump weitere 64 Kuxe an Henrich Demtröder und Caspar Pfingsten. Im Jahr 1758 war das Bergwerk in Betrieb. Am 9. Mai desselben Jahres wurde eine Mutung für einen anzulegenden tiefen Erbstollen eingelegt. Als Muter traten auf Johann Demtröder und Johann Bernhard Springorum. Die Muter begehrten auch für den anzulegenden Erbstollen das Erbstollenrecht.

### Die weiteren Jahre
In den Jahren 1759 bis 1762 war das Bergwerk in Betrieb. Am 5. November des Jahres 1764 verkaufte Anna Katharina Reckert zu Ende 32 Kuxe an Caspar Pfingsten. Am 4. Februar des Jahres wurde von Johann Bernhard Springorum eine Mutung eingelegt. Springorum begehrte zu seinem Grubenfeld weitere acht Maaßen in Richtung Westen. Im Jahr 1771 wurde der Oberstollen aufgefahren. Der Stollen befand sich oberhalb der Brunenbecke. Am 17. April desselben Jahres waren als Gewerken Johann Bernhard Springorum, Henrich Demtröder und Caspar Pfingsten in die Unterlagen des Bergamtes eingetragen. Die Gewerken hatten eine unterschiedlich hohe Anzahl an Kuxen. Im Jahr 1775 wurde das Bergwerk in den Unterlagen des Bergamtes genannt. Am 9. November des Jahres 1810 konsolidierte die Zeche Mit Gott gewagt zur Zeche Johannes Erbstollen.